# Río Pascagoula
El río Pascagoula (en inglés: Pascagoula River) es un corto río costero estadounidense que discurre por el sureste del estado de Misisipi y desemboca en el Mississippi Sound, en el golfo de México. Tiene una longitud de unos 130 km —aunque con una de sus fuentes, el Chickasawhay (340 km) alcanza los 470 km— y drena una cuenca de aproximadamente 23 000 km². La cuenca del río Pascagoula es administrada por el «distrito de vías fluviales de Pat Harrison» (Pat Harrison Waterway District).
El río es significativo ya que es el único río no afectado (o casi) con un caudal de más de 10 km³/año que fluye desde los Estados Unidos hacia el golfo de México, y de hecho es el único en cualquier parte del mundo que discurre por una zona Cfa en la clasificación climática de Köppen, siendo los más cercanos los ríos Juquiá y Itajaí en el sureste de Brasil (El Yuan Jiang y el Shinano Gawa son comparables a esos ríos brasileños pero solo marginalmente están en la zona Cfa). Como resultado, el Pascagoula ha sido, en los tiempos modernos, el foco de un gran esfuerzo en cuanto a su conservación para evitar la construcción de presas en su curso.
El administrador del distrito de agua ha propuesto la construcción de un par de presas en dos de sus afluente, los arroyos Big y Little Cedar, para gestionar el caudal del río durante una crisis de sequía. Desde 1999, el nivel del agua en el río ha descendido hasta 1,15 pies (el 6 de septiembre de 2015) y 0,2 pies (8 de octubre de 2000), medidos en el medidor de Graham Ferry.
Los condados de George y Jackson, los dos condados más cercanos al Golfo, tienen dos áreas de manejo de vida silvestre separadas llamadas Water trails (senderos acuáticos) que brindan recreación controlada, como campamentos, observación de aves o canotaje.

## Curso

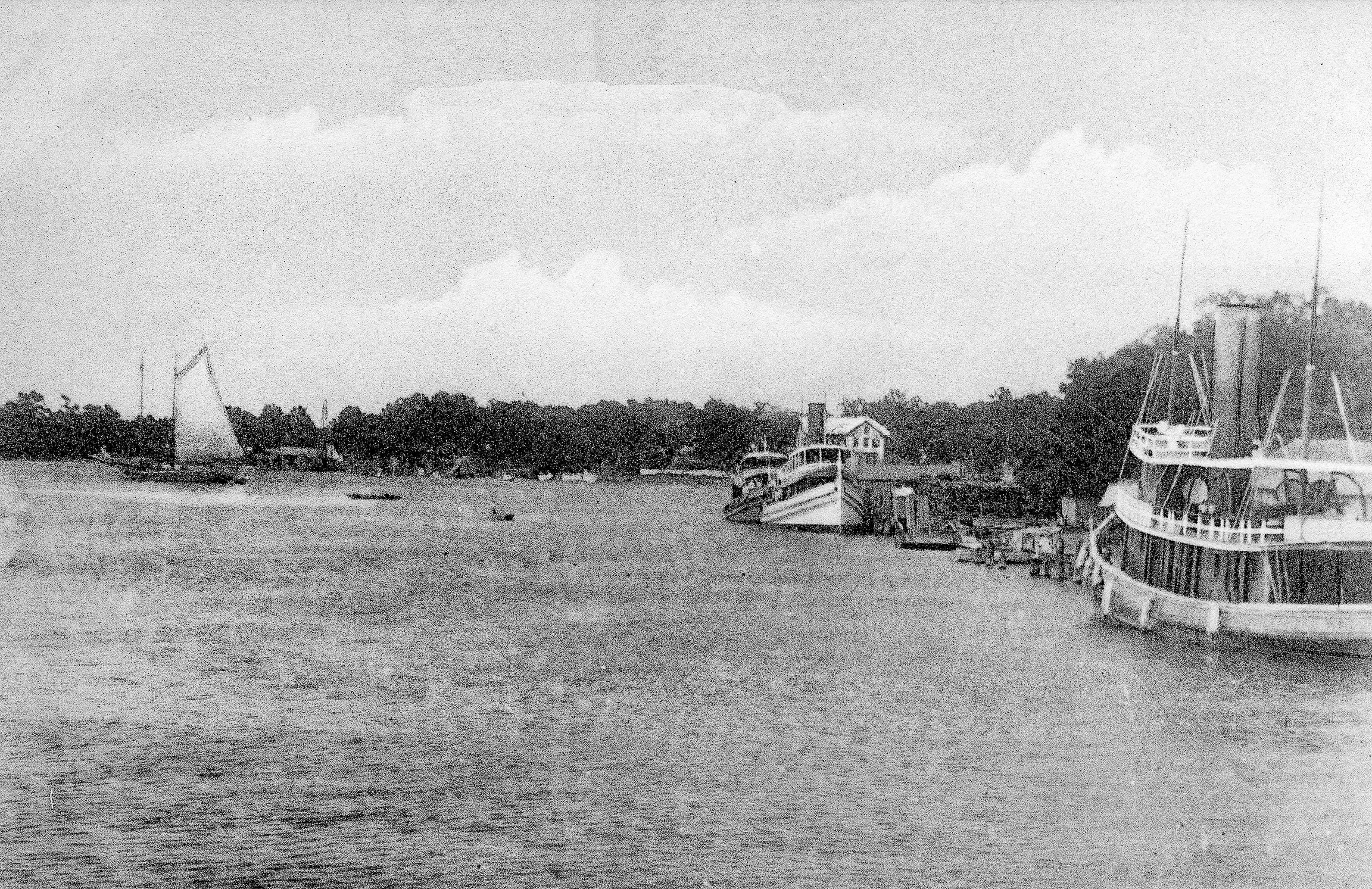
El río Pascagoula en la homónima ciudad de Pascagoula (Misisipi), ca. 1900

El río Pascagoula se forma en el noroeste del condado de George por la confluencia de los ríos Leaf (290 km) y Chickasawhay (340 km) y fluye generalmente hacia el sur, a través de tierras pantanosas en los condados de George y Jackson. En su curso inferior el río forma varios canales y bayous; su mayor distributario de este tipo es el río West Pascagoula, que desemboca en el estrecho de Misisipi en Gautier (con una población estimada en 2019 de 18 490 hab.). El canal principal pasa por las pequeñas ciudades de Escatawpa (3722 hab. en 2010) y Moss Point (13 350 hab.) y desemboca en el sound en la homónima ciudad de Pascagoula (21 699 hab.). En aguas bajas, los efectos de la marea se sienten a más de sesenta kilómetros río arriba.

## Etimología y nombres
Pascagoula s un nombre derivado del idioma choctaw que significa 'gente del pan'.
De acuerdo con el Geographic Names Information System, el río también se ha conocido como:
- río East Pascagoula (agua abajo de la ramificación del río West Pascagoula)
- «fiume Pescagoula» (en italiano)
- río Pasca Oocooloo
- río Pascoboula
- río Paska Okla
- río Paspagola
- río Pasquagola
- «rio de Pascagula» (en español)
- «Rivière des Pascagoula» (en francés)
- «Rivière des Pascagoulas» (en francés)
- río Singing (8 millas más bajas del río)[11]